# Oughendja
Oughendja est une source thermale dite d’eau chaude située à Timgad dans la Wilaya de Batna.

## Perspectives
Actuellement, la source est quasiment inexploitée.